# Europsko prvenstvo u nogometu – Portugal 2004.
Europsko prvenstvo u nogometu 2004. održano je od 12. lipnja do 4. srpnja u Portugalu. Naslov europskih prvaka iznenađujuće je ponijela Grčka, koja je, nakon prolaska skupine, s tri puta po 1:0 pobijedila Francusku, Češku i u finalu domaćina Portugal. Najboljim igračem prvenstva proglašen je Grk Theodoros Zagorakis, dok je najbolji strijelac bio Čeh Milan Baroš s 5 postignutih pogodaka.

## Kvalifikacije
Kvalifikacijske utakmice su se održavale od rujna 2002. do studenog 2003. Pedeset momčadi je podijeljeno u deset grupa po 5, u kojoj je svatko igrao sa svakim (jednu utakmicu kod kuće, jednu u gostima). Prvi iz svake grupe išao je dalje, drugi iz skupine su igrali opet dvije utakmice, iz kojih se izlučilo još 5 momčadi, da se dobije njih 15 (s državom domaćinom 16) za Prvenstvo.
Hrvatska je na nastupala u kvalifikacijskoj skupini 8.

## Natjecanje po skupinama
| Skupina A  | Skupina B | Skupina C | Skupina D  |
| ---------- | --------- | --------- | ---------- |
| Portugal   | Francuska | Švedska   | Češka      |
| Grčka      | Engleska  | Bugarska  | Latvija    |
| Španjolska | Švicarska | Danska    | Njemačka   |
| Rusija     | Hrvatska  | Italija   | Nizozemska |

### Skupina A
Grčka – Portugal 2:1

Španjolska – Rusija 1:0

Grčka – Španjolska 1:1

Portugal – Rusija 2:0

Rusija – Grčka 2:1

Portugal – Španjolska 1:0

### Skupina B
Hrvatska – Švicarska 0:0

Francuska – Engleska 2:1

Engleska – Švicarska 3:0

Hrvatska – Francuska 2:2

Engleska – Hrvatska 4:2

Francuska – Švicarska 3:1

### Skupina C
Danska – Italija 0:0

Švedska – Bugarska 5:0

Danska – Bugarska 2:0

Švedska – Italija 1:1

Italija – Bugarska 2:1

Švedska – Danska 2:2

### Skupina D
Češka – Latvija 2:1

Nizozemska – Njemačka 1:1

Njemačka – Latvija 0:0

Češka – Nizozemska 3:2

Nizozemska – Latvija 3:0

Češka – Njemačka 2:1

## Drugi dio prvenstva

### Četvrtzavršnica
Portugal – Engleska 2:2 6:5 (j.)

Grčka – Francuska 1:0

Nizozemska – Švedska 0:0 5:4 (j.)

Češka – Danska 3:0

### Poluzavršnica
Portugal – Nizozemska 2:1

Grčka – Češka 1:0

### Završnica
Grčka – Portugal 1:0

## Vanjske poveznice
- Arhiv službenih rezultata
- BBC-jeve stranice o Prvenstvu
- Foto galerija Lisabona tijekom Eura 2004.  Arhivirana inačica izvorne stranice od 9. listopada 2007. (Wayback Machine)